# Лінія-пе-Вале
Лінія-пе-Вале (рум. Linia pe Vale) — село у повіті Вилча в Румунії. Входить до складу комуни Денічей.
Село розташоване на відстані 142 км на захід від Бухареста, 22 км на південь від Римніку-Вилчі, 80 км на північний схід від Крайови, 125 км на південний захід від Брашова.

## Населення
За даними перепису населення 2002 року у селі проживала 71 особа, усі — румуни. Усі жителі села рідною мовою назвали румунську.